# دهستان کلاته‌های شرقی
کلاته‌های شرقی، دهستانی است از توابع بخش مرکزی شهرستان میامی در استان سمنان ایران.
کلاته‌های شرقی دهستانی است از توابع بخش مرکزی شهرستان میامی در استان سمنان ایران. بر پایه سرشماری سال ۱۳۸۵، جمعیت آن ۶٬۴۲۰ نفر بوده‌است.

## جمعیت
بر اساس سرشماری سال ۱۳۸۵، جمعیت دهستان کلاته‌های شرقی ۶٬۴۲۰ نفر بوده‌است.
براساس سرشماری سال ۱۳۸۵ جمعیت آن ۶٬۴۲۰ نفر (۱٬۶۸۲ خانوار) بوده‌است.